# 川村真洋
川村 真洋（かわむら まひろ、1995年7月23日—）是日本的歌手、藝人、偶像，曾為偶像團體乃木坂46的一員。大阪府出身、Sony Music Entertainment所屬。身高156公分。
前經紀公司為UP-FRONT關西。

## 略歷
- 2011年8月，經過三次審查落敗後敗部復活，通過選拔正式成為乃木坂46成員。
- 據《週刊文春》報導，川村真洋2016年12月23日、2017年1月23日与同一名男子見面，且男子在隔日還買了兩人份食材回到川村的公寓，兩人疑似半同居。
- 2019年2月23日，在韓國發展的多国籍女子团體Z-girls出道。

2021年5月退出Z-girls，回到日本發展

## 演出

### 電視劇
- 欺詐偶像（東京電視台、2012年1月13日 - 4月6日）
- Elpis-希望或是災難-（關西電視台・富士電視台、2022年10月24日 -）

## 外部連結
- 川村真洋的Instagram帳戶（日語）
- 川村真洋的X（前Twitter）
- 乃木坂46個人簡介
- 川村真洋官方部落格